# Musicbrainz
Musicbrainz (MusicBrainz) är ett projekt med syftet att skapa en fri databas för musik. Projektet startades som en reaktion till de nykomna restriktionerna kring databasen CDDB. Dock har Musicbrainz utökat sina mål från att fungera ett lager för metadata kring CD-skivor till att istället bli en strukturerad, fri onlinedatabas för musik.
Musicbrainz samlar information om artister, deras inspelade verk och förhållandet mellan dem. Artiklar om inspelade verk innefattar, som minimum, titeln på albumet, låttitlar och längden på varje låt. Dessa artiklar skrivs och redigeras av volontärer som följer gemensamt skrivna riktlinjer. I november 2023 innefattade Musicbrainz information om ungefär 2,2 miljoner artister, 3,9 miljoner utgivningar och 30 miljoner inspelningar.
I databasen används XW för världsvida albumutgivningar.
Mellan 2008 och 2019 gick det att söka i databasen med samma protokoll som tidigare CDDB använde. Det stängdes 2019.